# Focjusz I Wielki
Focjusz I Wielki, gr. Φώτιος (ur. ok. 810 w Konstantynopolu, zm. 6 lutego 891 tamże) – patriarcha Konstantynopola w latach 858–867 oraz 877–886, święty Kościoła prawosławnego.
Jedna z wielkich osobistości Cesarstwa Bizantyjskiego, teolog Wschodu. Pochodził z rodu patrycjuszowskiego, jako erudyta i myśliciel od wczesnych lat poświęcał się służbie publicznej na dworze cesarskim (m.in. jako sekretarz stanu), oddając się jednocześnie rozważaniom teologicznym.

## Działalność
Stała obecność na dworze pomogła mu w objęciu urzędu patriarchy Konstantynopola po tym, jak cesarz Michał III Metystes wygnał z miasta patriarchę Ignacego I w 858 r. Od chwili nominacji Focjusz wdał się w spór o podłożu teologicznym i politycznym z papieżem Mikołajem I, negując inną niż symboliczną wyższość biskupa Rzymu nad patriarchami Wschodu oraz nie uznając papieskich decyzji o nieważności swojego wyboru na tron patriarszy. Spór ten zaostrzył się w 867 r., kiedy Focjusz w encyklice do patriarchów Wschodu skrytykował rozprzestrzeniający się na Zachodzie dodatek do Symbolu Wiary – Filioque i konsekwentnie ekskomunikował papieża Mikołaja. W tym samym roku Focjusz został wygnany przez cesarza z miasta, dokąd powrócił Ignacy I i przywrócił łączność z Rzymem na soborze w Konstantynopolu (sobór odbył się w niepełnym składzie). Oficjalnie okres rozdziału Kościoła Wschodniego i Zachodniego, tzw. schizma Focjusza (w teologii prawosławnej znana jako schizma Mikołaja) zakończył się dopiero w 879 r., 2 lata po śmierci Ignacego, kiedy na tron patriarszy powrócił Focjusz i na kolejnym soborze w Konstantynopolu unieważnił potępienia nałożone w poprzedniej dekadzie.
Cerkiew prawosławna uznaje Focjusza za świętego, jednego z głównych przeciwników Stolicy Apostolskiej w sporach o papieską dominację. Z kolei w historiografii katolickiej Focjusz przez wieki był uznawany wyłącznie za pierwszego schizmatyka, pyszałka o nieposkromionych ambicjach. Obecnie duża część przedstawicieli Kościoła katolickiego ocenia pozytywnie przymioty osobiste Focjusza, a oba Kościoły zgadzają się co do faktu, że Focjusz był człowiekiem o niezwykle szerokich horyzontach myślowych. Rozbieżność oceny postaci Focjusza nadal jednak dotyczy osądu motywacji i słuszności jego działań jako patriarchy.

## Focjusz o powszechnikach
Późniejsze dzieło, Τα αμφιλοχια (Zagadnienia amfilońskie), świadczy o jego zainteresowaniach dialektyką i logiką odnośnie do sporu o powszechniki. Posiłkując się Porfiriuszem, Ammoniuszem Sakkasem i Janem Damasceńskim, rozważa zagadnienie kategorii klasycznej metafizyki, w tym substancji, rodzaju i gatunku; rodzaj i gatunek orzekają o substancji w osobniku, lecz same z siebie nie orzekają o niczym ani też niczego w nim substancjalnego nie tworzą, co jest prawdą, jeśli powszechniki nie mogą wyjść poza uogólnianie wspólnych właściwości osobników, pełniąc tylko rolę indukcji. Są one zewnętrznymi znakami jako znaczące słowa, a nie realnymi przyczynami substancji, skoro tylko oznaczają przejawy właściwości jakiegoś osobnika w działaniach i doznaniach, niczego nie dodając w zakresie jego bytu, więc zakładanie realnego bytu powszechników zakrawa na błąd kategorialny, kiedy usiłuje się przyczynowo wyjaśnić jednostkowienie się osobników. Mówiąc obrazowo, wbrew Porfiriuszowi, osobnik nie wyrasta z gatunku, a gatunek – z rodzaju.
Jest to pośrednie wyjście między nominalizmem a realizmem, które Abelard przejmie pod postacią sermonizmu, gdzie słowa znaczą, jeśli w przedmiotach odpowiadają im wspólne właściwości, które przesądzają o ich powszechnym znaczeniu.
Focjusz odrzuca teorię idei Platona jako błędną, bowiem jego zdaniem nie sposób uzasadnić rzeczy zmysłowe ideami, czyli tym, co wielorakie i ustawicznie zmienne tym, co jedyne i niezmienne.

### Dzieła
Bardzo bogata jest spuścizna literacka Focjusza Wielkiego, choć wiele jego utworów zostało bezpowrotnie utraconych. Najsłynniejszym dziełem jest Biblioteka, zwana też Tysiącoksięgiem (lub Dziesięciotysiącksiągiem), będąca streszczeniem przeczytanych przezeń 280 dzieł literackich. Dokładnie ksiąg jest 279, gdyż księga 14 jest wymieniana dwukrotnie. Pełny tytuł dzieła brzmi: Wykaz i spis przeczytanych przeze mnie ksiąg, o które prosił mnie mój umiłowany brat Tarazjusz po to, aby uzyskać sąd ogólny, a których było trzysta mniej dwadzieścia i jeden. Jej znaczenie jest szczególnie doniosłe, gdyż większość z omówionych utworów nie zachowała się do naszych czasów.
- Biblioteka: 157 kodeksów o tematyce świeckiej, 122 kodeksy o tematyce religijnej. Na 99 wymienionych autorów świeckich 31 stanowią historycy, a 20 z nich znamy tylko z relacji Focjusza. Z innych gatunków literackich aż 60 wpisów odnosi się do dzieł, które nie zachowały się do naszych czasów. Z dzieł religijnych, wymienionych przez Focjusza, nie zachowało się 88.
- Leksykon (gr. Λέξεων συναγωγή): Nie mniej ważne dzieło, w którym Focjusz objaśniał greckie terminy, które wychodziły z użycia i były znane tylko wąskiemu gronu znawców. Powstanie tego Leksykonu było spełnieniem życzenia Focjusza o połączeniu Leksykonów attycystycznych Pauzaniasza i Eliusza Dionizjosa, czy Frynicha, z których korzystał za pośrednictwem dzieła pt. Zbiór pożytecznych wyrazów (Συαγωγη λέξεων χρησιμων) oraz tzw. Piąty Lexicon Coislinianum[1][3][4].

Focjusz skompilował Harpokrationa, Epitomę Diogeniana, Glossarium do Timajosa Platona. Zachowała się znaczna część obszernej korespondencji patriarchy, w tym zbiór listów o tematyce teologiczno-filozoficznej skierowanych do biskupa Kyzikos Amfilocjusza oraz jego Homilie (w tym X, opisująca konsekrację kościoła Matki Boskiej w Faros – wyd. Znak 442 i XVII wygłoszona z okazji rekonsekracji katedry Mądrości Bożej w Konstantynopolu). Dla teologów ważny jest również traktat Focjusza o nazwie Mistagogia, będący wykładnią prawosławnej nauki o pochodzeniu Ducha Świętego i krytyką wprowadzenia przez Zachód do Credo nicejsko-konstantynopolitańskiego dodatku Filioque.

## Wydania
- Focjusz, Biblioteka, z języka greckiego przełożył wstępem i komentarzem opatrzył O. Jurewicz, t.1: Kodeksy 1–150, Warszawa 1986.
- Focjusz, Biblioteka, z języka greckiego przełożył i komentarzem opatrzył O. Jurewicz, t.2: Kodeksy 151–222, Warszawa 1988.
- Focjusz, Biblioteka, z języka greckiego przełożył i komentarzem opatrzył O. Jurewicz, t.3: Kodeksy 223–237, Warszawa 1994.
- Focjusz, Biblioteka, z języka greckiego przełożył i komentarzem opatrzył O. Jurewicz, t.4: Kodeksy 238–248, Warszawa 1996.
- Focjusz, Biblioteka, z języka greckiego przełożył i komentarzem opatrzył O. Jurewicz, t.5: Kodeksy 249–280, Warszawa 1999.
- Focjusz, Homilia X na inaugurację kościoła Nea Ecclesia, przeł. Maria Dzielska, „Znak” 46 (1994), z.3, ss.57–61.
- Photii Patriarchae opusculum paraeneticum, przeł.Leon Sternbach, „Rozprawy Wydziału Filologicznego PAU” .20 (1893).
- Analecta Photiana, przeł.Leon Sternbach, „Rozprawy Wydziału Filologicznego PAU” 20 (1893).
- Focjusz, Photii patriarchae lexicon, ed. C. Theodoridis, I, Berlin – New York 1982
- Photius, Bibliotheca, ed. R. Henry, Biblioth Paris: Les Belles Lettres, 1959, tomy 1–8 (tekst grecki, podstawa polskiego tłumaczenia).